# Manuel Buendía
Manuel Buendía Tellezgirón (Zitácuaro, Michoacán, 24 de mayo de 1926-Ciudad de México, 30 de mayo de 1984) fue un periodista mexicano. 
Su columna «Red Privada» publicada en el diario Excélsior de la Ciudad de México, era reproducida por alrededor de 60 periódicos mexicanos. Con ello fue el periodista de mayor influencia en el panorama de prensa escrita en México, en la segunda mitad del siglo XX. Los principales temas que Buendía abordó en su columna periodística fueron la presencia de la CIA en México, las actividades de la ultraderecha mexicana, el narcotráfico, y la corrupción gubernamental.

## Primeros años
Manuel Buendía Tellezgirón nació el 24 de mayo de 1926 en Zitácuaro, Michoacán, siendo el tercer hijo de José Buendía Gálvez y Josefina Tellezgirón Tinoco, ambos originarios del Estado de México. Buendía asistió a una escuela primaria religiosa ubicada frente al Teatro Juárez de Zitácuaro, el antiguo teatro de su ciudad natal. A los doce años de edad, él y sus padres se mudaron a Morelia, Michoacán, donde lo inscribieron en el Seminario Menor, en el que estudió durante tres años. En su adolescencia, contribuyó para La Nación, una revista perteneciente al Partido Acción Nacional (PAN).
Aunque simpatizó con el PAN durante sus primeros años de vida, más tarde perdió interés en el partido. Luego de la muerte de su madre por causas naturales, ocurrida el 21 de junio de 1941, Buendía regresó a Zitácuaro. Después de unos años, obtuvo una beca en el Instituto Patria, una escuela secundaria jesuita localizada en Ciudad de México. Al graduarse, asistió a la Escuela Libre de Derecho, una escuela de derecho privada en Ciudad de México, pero abandonó sus estudios para cuidar de su familia tras la muerte de su padre en 1945.

## Asesinato
La noche del 30 de mayo de 1984, Buendía salía de su oficina, localizada cerca del cruce de avenida Insurgentes y paseo de la Reforma, en Ciudad de México, cuando un hombre descrito por testigos como alto, fornido, de corte y gorra militar, le disparó en cuatro ocasiones por la espalda con un arma de fuego, matándolo instantáneamente a los 58 años de edad.

### Investigación
La verdadera identidad de su asesino nunca fue esclarecida, ya que existen algunas fuentes que hablan sobre un hombre llamado Manuel Ávila Moro, un agente de la entonces Dirección Federal de Seguridad (DFS), y nieto de Maximino Ávila Camacho, que supuestamente ayudó al verdadero perpetrador del crimen a escapar en una motocicleta; esta última persona mencionada fue identificada como un coronel que, tres días después del delito, fue hallado muerto en Zacatecas, luego de ser asesinado con más de 120 puñaladas al cuerpo. Por otra parte, un artículo publicado por la Comisión Nacional de los Derechos Humanos, nombra al mencionado agente de la DFS como Rafael Moro Ávila, y lo identifica como el verdadero asesino de Buendía, quien de acuerdo a dicha institución, seguía las órdenes que su jefe, el director de la DFS José Antonio Zorrilla Pérez, le había encomendado; Zorrilla Pérez se encontraba siendo investigado por el periodista, debido a presuntos vínculos con el narcotráfico.
Según investigaciones, el asesinato de Buendía habría sido fraguado por el entonces secretario de Defensa, Juan Arévalo Gardoqui, en una reunión realizada a inicios de abril de 1984[cita requerida], a raíz de las denuncias de Buendía en «Red Privada» sobre la corrupción en los más altos círculos de poder de México, involucrados en el tráfico de drogas ilegales. En dos columnas anteriores a su asesinato, Buendía hacía eco de una denuncia realizada por obispos católicos mexicanos, donde hacían notar la penetración del narcotráfico en las estructuras de poder en México.

Ni siquiera el último día de su vida, un verdadero periodista puede considerar que llegó a la cumbre de la sabiduría y destreza. Imagino a uno de estos auténticos reporteros en pleno tránsito de esta vida a la otra y lamentándose así para sus adentros: hoy he descubierto algo importante, pero… ¡lástima que no tenga tiempo para contarlo!
Manuel Buendía.

A la reunión habrían asistido además el entonces secretario de Gobernación, Manuel Bartlett Díaz; proveedores de armas para el ejército; José Antonio Zorrilla Pérez, director de la Dirección Federal de Seguridad y varios comandantes de dicha agencia. Buendía fue sepultado en el Panteón Jardines del Recuerdo ubicado en Tlalnepantla de Baz, Estado de México. Algunos periodistas culpan a la organización Alpha 66 de estar detrás del asesinato.

### Consecuencias
Zorrilla Pérez fue el funcionario de más alto rango de la administración de Miguel de la Madrid Hurtado (1982-1988) en ser castigado por el asesinato del influyente periodista. De acuerdo con el periodista Raymundo Riva Palacio, Zorrilla fue el «chivo expiatorio» de un crimen de Estado. Zorrilla fue encarcelado en 1989 y puesto en libertad el 19 de febrero de 2009. Sin embargo, fue reaprehendido el 13 de junio de ese mismo año después de que autoridades del Distrito Federal revocaran el beneficio de la libertad anticipada, alegando que Zorrilla, entonces de 62 años de edad, no entregó carta aval moral, fotografías tamaño credencial ni carta compromiso de trabajo, por lo que tuvo que regresar a una celda. El 10 de septiembre de 2013 la juez de Ejecución de Sanciones del Reclusorio Varonil Oriente, Belem Bolaños, ordenó trasladarlo a su domicilio en calidad de custodia domiciliaria, debido a su precario estado de salud. Dicho beneficio le fue entregado por la negativa de las autoridades locales a entregarles su libertad anticipada por buena conducta y por haber purgado más de la mitad de su condena, además de haber realizado trabajos comunitarios, entre otros elementos, para apelar el beneficio.
Juan Rafael Moro Ávila fue liberado, después de 18 años en prisión, en febrero de 2009, al reducirse su pena. Junto con José Antonio Zorrilla Pérez y varios subalternos (Juventino Prado Hurtado, Raúl Pérez Carmona y Sofía Naya), Moro Ávila compurgaba una condena de 35 años de cárcel, siendo  liberado por su avanzada edad y por enfermedad. A lo largo de toda su condena y posterior libertad, Moro Ávila se ha declarado inocente y chivo expiatorio.

## Legado

### Fundación Manuel Buendía A.C.
La Fundación Manuel Buendía (FMB) es una asociación civil constituida el 12 de septiembre de 1984 en Coyoacán, Ciudad de México, ante el notario público número 129, licenciado Ignacio Soto Borja, con el fin de difundir la obra y el pensamiento del insigne periodista y contribuir a la formación de recursos humanos para la comunicación social al servicio de los más nobles intereses nacionales y las causas democráticas. El primer Presidente de la Fundación Manuel Buendía fue Francisco Martínez de la Vega.
La Fundación Buendía edita la Revista Mexicana de Comunicación, además su editorial publica alrededor de 80 libros en tópicos de comunicación social y periodismo.
Desde 1998, la Fundación Manuel Buendía publica, en coedición con el Centro Nacional de Comunicación Social y el apoyo del Sindicato Nacional de Redactores de la Prensa y la Academia Mexicana de Derechos Humanos, el informe anual Recuento de daños; este es un análisis sobre el estado de la libertad de expresión e información en México.

### En la cultura popular
En 2021, la plataforma de streaming estadounidense Netflix, produjo el documental Red Privada ¿Quién mató a Manuel Buendía?, un reportaje biográfico basado en su vida, carrera, y muerte, dirigido por Manuel Alcalá y narrado por el actor español Daniel Giménez Cacho.

### En su ciudad natal

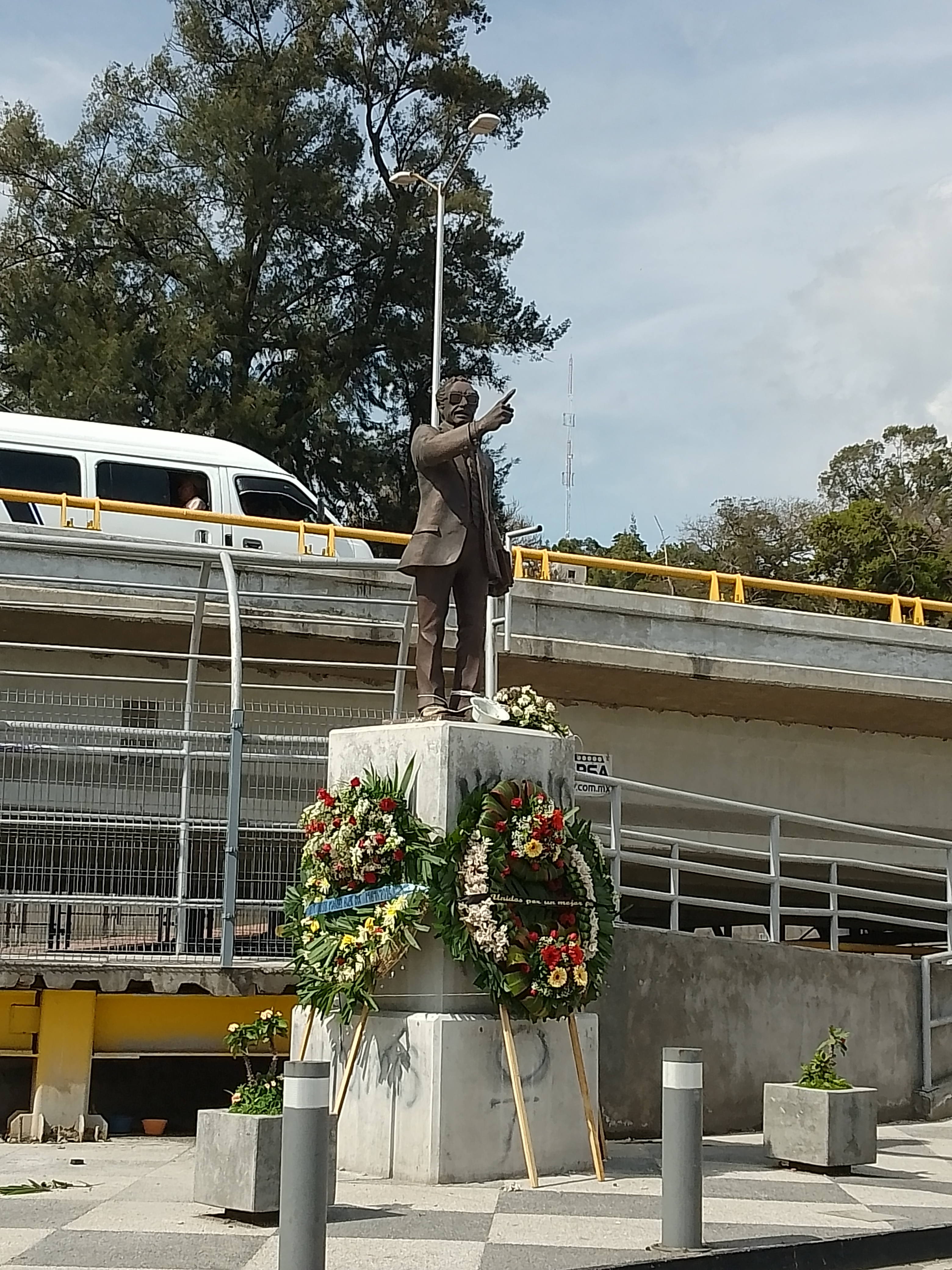
Estatua de Buendía en su cuadragésimo primer aniversario luctuoso, dónde residentes de Zitácuaro dejaron flores en memoria de él.

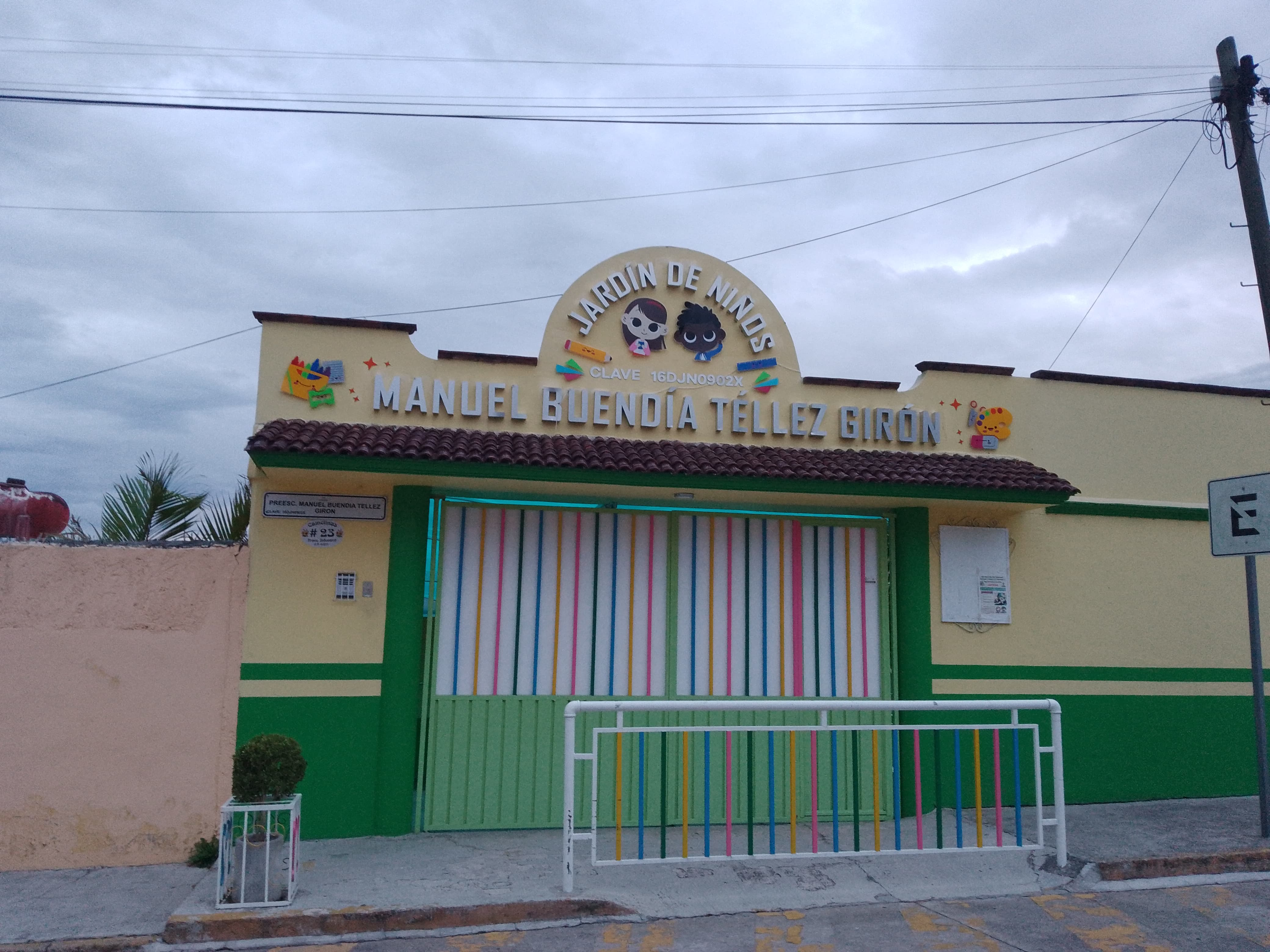
Institución en la colonia Dámaso Cárdenas, Heroica Zitácuaro que lleva el nombre de Buendía.

En la ciudad que Buendía nació, Heroica Zitácuaro, se le tiene homenaje con una estatua en la cual describe a Buendía además de su nacimiento y fallecimiento con:

Periodista patriota, nació en esta ciudad el 24 de mayo de 1926, murió asesinado en la Ciudad de México el 30 de mayo de 1984.

Asimismo, diferentes colegios en la ciudad portan su nombre como el mismo de la institución.

## Premios
- Premio Nacional de Periodismo de México en comentario, por sus artículos publicados en el periódico El Sol de México de 1977.[18]

## Bibliografía

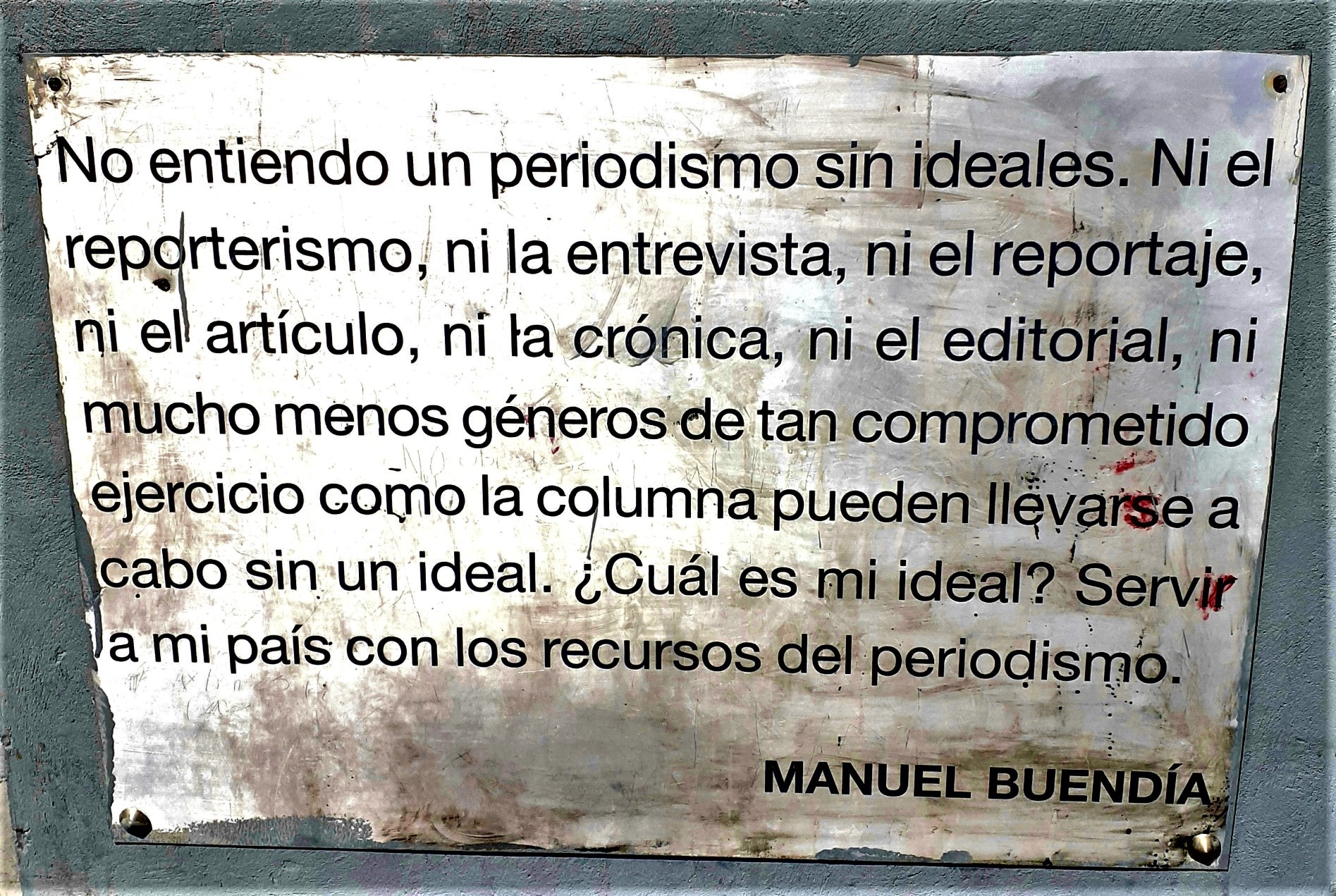
Placa con cita de texto de Manuel Buendía, también ubicada en el monumento a Francisco Zarco, Ciudad de México.

### Libros publicados
- BUENDÍA, Manuel Red privada Ed. MARCHA EDITORES (1981) ISBN 9684810024, ISBN 9789684810020
- BUENDÍA, Manuel La CIA en México Ed. OCÉANO (1983) ISBN 9684930461, ISBN 9789684930469
- BUENDÍA, Manuel La ultraderecha en México Ed. OCÉANO (1984) ISBN 9684930577, ISBN 9789684930575

### Lanzamientos póstumos
- BUENDÍA, Manuel La santa madre Ed. OCÉANO (1985) ISBN 9684930828, ISBN 9789684930827
- BUENDÍA, Manuel Los petroleros Ed. OCÉANO (1985) ISBN 9684930658, ISBN 9789684930650
- BUENDÍA, Manuel Ejercicio periodístico (1985) Ed. Fundación Manuel Buendía ISBN 968634814X, ISBN 9789686348149
- BUENDÍA, Manuel Los empresarios Ed. OCÉANO (1986) ISBN 9684931107, ISBN 9789684931107
- BUENDÍA, Manuel El humor (1986) Ed. Universidad Veracruzana (1986) ISBN 9688340944, ISBN 9789688340943
- BUENDÍA, Manuel Pensamiento y acción de la derecha poblana Ed. Universidad Autónoma de Puebla (1987) ISBN 9688630403, ISBN 9789688630402
- BUENDÍA, Manuel En defensa de la palabra Es. Universidad de Colima (1987) ISBN 9686190112, ISBN 9789686190113 (Escrito con: Francisco Martínez de la Vega, Fernando Benítez, Miguel Ángel Granados Chapa, Carlos Monsiváis e Iván Restrepo)
- BUENDÍA, Manuel El oficio de informar Ed. Fundación Manuel Buendía (1988) ISBN 9688950505, ISBN 9789688950500
- BUENDÍA, Manuel Instantáneas del poder Ed. Fundación Manuel Buendía (1988) ISBN 9686282017, ISBN 9789686282016
- BUENDÍA, Manuel El fútbol y la TV Ed. Fundación Manuel Buendía (1988) ISBNs desconocidos